# Nathalie Lermitte
Nathalie Lermitte, née le 15 février 1966, est une chanteuse et comédienne française. Après plusieurs succès discographiques dans les années 1980, elle poursuit une carrière dans les comédies musicales et le théâtre musical à travers une quinzaine de spectacles, notamment dans l’opéra-rock Starmania, ou bien à travers trois spectacles différents évoquant la vie d'Édith Piaf, dont la biographie musicale Piaf, une vie en rose et noir qui connut un succès mondial. Nathalie Lermitte a aussi été chroniqueuse musicale pendant quatre ans dans l’émission télévisée Chabada présentée par Daniela Lumbroso.

## Biographie

### L'enfance
Nathalie Lermitte est née le 15 février 1966 à Soissons dans l’Aisne,. Avec sa sœur Estelle, sa benjamine, elle vit à Villers-Cotterêts (même département) avec ses parents. Son père, William Lhermitte, est musicien professionnel : il est pianiste, accordéoniste et chef d’un orchestre de variété-rock appelé Les Sunshines. Ce groupe commence à être connu en Picardie.
À l’âge de 4 ans, Nathalie Lermitte « emprunte » un 45 tours à ses parents, Les blouses blanches chanté par Édith Piaf . Elle l’écoute en boucle tant la voix de la « grande » dame en noir la bouleverse,. Cet événement va transformer à jamais la vie et la future carrière de Nathalie Lermitte : "la voie de sa vie" est désormais toute tracée.

### Les bals populaires
Dès l’âge de 6 ans, elle monte sur les planches pour la première fois, dans l’orchestre de son père : c’était dans le petit village de Hautevesnes (Aisne). Elle y chante, devant 500 personnes, sa première chanson, Fleur de province, « accrochée au pantalon » de son père qui jouait du piano . Elle devient la mascotte du groupe.
Alors qu’elle n’a que 9 ans, la presse picarde consacre déjà un premier article à Nathalie Lermitte. Son titre est prémonitoire : « Nathalie : une future Piaf ? ». C’est désormais sous le pseudonyme de Nathalie, qu’elle chante tous les week-ends avec le groupe qui se présente désormais sous le nom Sunshine et Nathalie. Elle est la voix principale du groupe.
À l’âge de 12 ans, elle enregistre son premier 45 tours avec une chanson, Magic Plane, écrite par son père : Elle fait sa première télévision la même année, en interprétant sa chanson dans l’émission télévisée Les Jeux de 20 heures, toujours sous le pseudonyme de Nathalie. En 1979, elle passe devant une affiche de l’opéra rock Starmania qui sortait en France. Elle se fait alors une promesse : « Ça je ferai un jour !», .
Elle chante avec le groupe jusqu’à l’âge de 16 ans. Elle doit ensuite partir étudier à Paris ses dernières années dans un lycée affilié au Collège Rognoni, appelé aussi l’École des enfants du spectacle.

### Les années «Disques»
En 1982, elle commence sa carrière de comédienne en jouant dans le téléfilm La dernière cigarette réalisé par Bernard Toublanc-Michel.
À la même période, elle rencontre Vline Buggy (auteures de chansons) et l’animateur de télévision Julien Lepers également compositeur. Son premier 45 tours sous le label Polydor, Il y a des jours comme ça, sort alors sous son vrai nom désormais.
L’année suivante son nouveau 45 tours, Tu es tout ce que j’aime, est remarqué par les radios qui le diffusent fréquemment. La carrière nationale de Nathalie Lermitte est lancée.
En 1984, le jour de ses dix-huit ans, sort son premier album, Tu es tout ce que j’aime, chez Carrère. Elle enchaîne les plateaux de télévision pour le promouvoir, comme le 21 avril 1984 dans l’émission télévisée Champs-Élysées présentée par Michel Drucker. Deux mois avant son bac prévu en juin 1984, elle est renvoyée de son lycée, car le chef d’établissement trouve qu’elle passe trop de temps sur les plateaux de télévision, et surtout qu’elle chante de la « Variété »… genre jugé mineur dans cette école du spectacle prestigieuse. Finalement elle obtiendra tout de même son bac A2.
En 1984, et l’année suivante, plusieurs 45 tours sont extraits de son album, dont le duo Tendrement avec Herbert Léonard. Deux extraits de l’album se vendront à plus de 400 000 exemplaires. Du 24/12/1984 au 06/01/1985 elle assure avec Herbert Léonard la première partie du spectacle de Michel Leeb à l’Olympia. Elle y chante trois chansons : Il y a des jours comme ça, Tendrement et Tu es tout ce que j’aime.
Les années suivantes plusieurs 45 tours sortiront, sans avoir le même succès que les précédents. Elle enregistre également les chansons génériques de deux séries télévisées Demain l’amour et Symphonie. À partir de 1986, Nathalie enregistre également des génériques de dessins animés (ou des reprises), ou bien des CD pour enfants. Elle prête aussi sa voix parlée à plusieurs livres/CD pour enfants.

### La carrière au théâtre musical
En 1988, Michel Berger et Luc Plamondon décident de remonter une nouvelle version de l’opéra-rock Starmania. Conformément à sa promesse faite à l’âge de 13 ans, Nathalie Lermitte se présente au casting pourtant déjà complet. Liquéfiée de trac, Nathalie va totalement rater sa première audition devant Michel Berger. Mais un peu plus tard, une seconde chance s’offre à elle : France Gall, convaincue du talent de Nathalie, va la faire travailler pendant une semaine chez elle. En 1989, Nathalie commence à intégrer la troupe comme remplaçante pendant un an, pour les rôles de Stella Stoplight et Cristal. Finalement au départ de Martine Saint-Clair qui quitte le spectacle, Nathalie est engagée pour reprendre le rôle principal de Cristal qu’elle interprètera de 1990 à 1991, aux côtés notamment de Renaud Hantson, au Théâtre Marigny à Paris puis en tournée nationale pour se terminer à Moscou et Saint-Pétersbourg.
Quelques mois après, elle tient le rôle de Wendy dans la comédie musicale mise en scène par Alain Marcel Peter Pan au Casino de Paris.
En 1994 et 1995, Nathalie part un an et demi en Angleterre pour suivre les Rubettes en tournée. Elle enregistre avec eux une chanson en duo, Believe in you, puis un CD single en solo Renegate.
De retour d’Angleterre, on lui propose de reprendre le rôle d’Édith Piaf que Nathalie Cerda avait créé en 1996 dans la comédie musicale Piaf je t'aime,. Après avoir d’abord refusé, et après trois semaines de réflexions, Nathalie va finalement accepter d’incarner Piaf, à partir de 1997, dans ce spectacle Piaf je t'aime, à Paris, au Théâtre Comédia  puis en prolongation au Théâtre du Gymnase Marie Bell et en tournée internationale.
En 2002, elle interprète Oliver Twist dans la comédie musicale tirée du roman de Charles Dickens Les Aventures d'Oliver Twist adaptée et mise en scène par Ned Grujic. D’abord au théâtre Le Trianon (du 20/11/2002 au 19/01/2003), ce spectacle sera ensuite produit en tournée.
En 2003, elle joue aussi les rôles de Guenièvre et de Viviane dans la comédie musicale Merlin mise en scène et adaptée par Ned Grujic.
L’année 2004 marque le début de la collaboration de Nathalie Lermitte avec le journaliste Jacques Pessis qui recherche une interprète d'Édith Piaf pour l’accompagner lors d’une conférence dédiée à la célèbre chanteuse. Jérôme Savary a en effet demandé à Jacques Pessis d’assurer, à l’Opéra-Comique, une conférence sur la môme Piaf et sur Marguerite Monnot, une compositrice de Piaf,. Seront également commandées des conférences/concerts sur Jacques Brel, sur Charles Trenet, sur Georges Brassens et Édith Piaf : elles seront créées à l’Opéra de Massy en 2005, avec une mise en scène de Rubia Matignon,,.
Cette première conférence/concert à l’Opéra-Comique sur la vie d’Édith Piaf ne devait initialement avoir lieu qu’une seule et unique fois, le 14 décembre 2004... mais elle va donner naissance à un spectacle joué durant neuf ans plus d’un millier de fois à travers le monde. C’est ainsi que naquit la biographie musicale Piaf, une vie en rose et noir, dans une première version mise en scène par Rubia Matignon, avec Jacques Pessis dans le rôle du conteur, Aurélien Noël l’accordéoniste et bien-sûr Nathalie comme chanteuse. Ce spectacle, loué par les critiques, sera joué à Paris dans 5 théâtres différents, en tournée dans toute la France, et à l’étranger dans de nombreux pays. Il sera nommé aux Molières 2006 dans la catégorie du « Meilleur spectacle musical » .
En 2009, Jacques Pessis, reprend la biographie musicale Brel, de Bruxelles aux Marquises, avec une nouvelle mise en scène de Ned Grujic, et toujours avec Nathalie et Aurélien Noël. Elle est jouée pendant trois saisons à Paris,.
Fin 2009, Ned Grujic remonte une nouvelle comédie musicale sur Merlin, avec cette fois paroles et musiques par Bernard Poli. Nathalie intègre ce nouveau spectacle Merlin l'Enchanteur qui sera joué au Palais des congrès de Paris pendant un mois du 02/12/2009 au 03/01/2010.
En 2012, Nathalie incarne Fiona dans la comédie musicale Shrek the Musical.
En 2012 et 2013 elle reprend le spectacle Piaf, une vie en rose et noir, mais dans une seconde version dont elle assure la mise en scène cette fois. Jacques Pessis et Aurélien Noël sont toujours là, mais le spectacle est complètement renouvelé, et la presse est toujours aussi enthousiaste.
Parallèlement, aux côtés de Jacques Pessis, elle est chroniqueuse musicale pendant 4 ans dans l’émission télévisée hebdomadaire Chabada, présentée par Daniela Lumbroso sur France 3. Nathalie propose désormais, en tournée ou en croisière, un spectacle intitulé Sur un air de Chabada reprenant les plus grandes chansons françaises ainsi que des chansons issues des spectacles sur Brel et Piaf.
En 2013, Nathalie retrouve l’Olympia, le 24/05/2013, avec le Coll Orchestra Symphonic Big Band, pour la première de la nouvelle biographie musicale de Jacques Pessis, Trenet, La Vie qui Va.
La même année, elle rejoint le collectif d'artistes Les Grandes Voix des comédies musicales chantent pour les enfants hospitalisés aux côtés notamment de Renaud Hantson, Pablo Villafranca et Fabienne Thibeault pour le single Un faux départ.
De 2015 à 2018, elle intègre la troupe de La Petite Fille Aux Allumettes au Théâtre du Palais-Royal. Ce spectacle est nommé aux Molières 2016 dans la catégorie du « Molière du jeune public ».
Après avoir vu Nathalie sur scène chantant Piaf, le parolier Frédéric Zeitoun propose à Nathalie le texte d’une chanson évoquant sa relation avec Édith Piaf. Francis Lai compose la musique de cette chanson originale intitulée La voix de ma vie. Cette chanson est le point de départ, pour Nathalie Lermitte, de l’écriture d’un nouveau spectacle racontant la vie d’Édith Piaf : Piaf, ombres et lumière. Nathalie le met en scène en collaboration avec Stéphane Vélard. De 2015 à 2017, ce spectacle Piaf, ombres et lumière est joué durant 3 saisons à Paris et en tournée avec de nouveaux musiciens : Sébastien Debard (piano, accordéon) et Didier Villalba (contrebasse). Les critiques sont toujours aussi excellentes.
À l'automne 2017, Nathalie écrit le livret d'un nouveau spectacle musical consacré aux tubes de la chanson française : Tubes forever. Avec 10 autres artistes sur scène, ce spectacle commence sa carrière à Trouville-sur-Mer.
De 2018 à 2023, Nathalie Lermitte intègre les tournées internationales du spectacle Piaf, the show, une nouvelle comédie musicale faisant revivre Edith Piaf auprès des publics étrangers. Ces tournées conduiront Nathalie à interpréter Piaf au Brésil, à Dubaï, en Chine, au Canada, au Mexique et aux Etats Unis.
Parallèlement à sa carrière au théâtre musical, Nathalie Lermitte transmet son expérience à la jeune génération, en étant coach vocal pour de jeunes artistes.

### Vie privée
Nathalie Lermitte partage la vie du comédien et formateur en relations humaines Alfred Perrin. Depuis 1997, et la comédie musicale Piaf je t‘aime dans laquelle Alfred Perrin jouait le rôle de Marcel Cerdan, ils ont partagé l’affiche de nombreux spectacles. En 2006, Nathalie donne naissance à une petite fille prénommée Fantine.

## Spectacles
- 1989 à 1991: Starmania (Luc Plamondon / Michel Berger) mis en scène par les auteurs. Rôle de Cristal[47].
- 1991 : Peter Pan, ou Le garçon qui ne voulait pas grandir (James Matthew Barrie / Jules Styne et Moose Charlap) mis en scène par Alain Marcel. Rôle de Wendy[48].
- 1997 à 1998 : Piaf je t'aime (Jean-Louis Marquet, Roland Ribet et Claude Lemesle) mis en scène par Jacques Darcy. Rôle d’Édith Piaf [20]. Liste des chansons chantées par Nathalie : voir au § Vidéographie.
- 2002 : L’Alphoméga (Serge Laurent / Laurent Jacquier et Hervé Péquignet) mis en scène par Ghislaine Forest[49].
- 2002 : Les Aventures d'Oliver Twist (Ned Grujic / Thérèse Wernert) mis en scène par l’auteur. Rôle d’Oliver[21].
- 2003 : Merlin (Ned Grujic / Thérèse Wernert) mis en scène par l’auteur. Rôles de Guenièvre et Viviane[13].
- 2004 à 2011: Piaf une vie en rose et noir biographie musicale de Jacques Pessis retraçant la vie d'Édith Piaf. 1re version mise en scène par Rubia Matignon (2005-2008) puis mis en scène par Nathalie Lermiite, avec Jacques Pessis dans le rôle du conteur, Aurélien Noël l’accordéoniste (champion du monde d’accordéon en 1999). Plus de mille représentations (pour les deux versions) :
  - Spectacle joué à Paris dans 5 théâtres différents (le Théâtre des Nouveautés, le Petit Gymnase, le Théâtre Dejazet, le Théâtre Marigny, puis le Cirque d’Hiver[7]), et en tournée dans toute la France et les DOM-TOM (La Réunion, Tahiti, Nouvelle Calédonie),
  - Spectacle joué à l’étranger, entre autres, en Belgique, au Québec, en Italie, en Grèce, au Maroc, en Russie, à Dubaï, au Japon, à Doha, au Liban et dans les Émirats arabes[50],
  - Spectacle nommé aux Molières 2006 dans la catégorie du « Meilleur spectacle musical » pour sa version du Théâtre des Nouveautés, .
  - Spectacle joué lors de plusieurs croisières de la compagnie Paquet / Costa,
- 2005 : Brassens biographie musicale de Jacques Pessis, mis en scène par Rubia Matignon [23], avec l’auteur et Aurélien Noël. Spectacle créé à l'Opéra de Massy[24].
- 2009 : Merlin l'Enchanteur (Bernard Poli[28]) mis en scène par Ned Grujic. Rôles de Guenièvre et Viviane. Au Palais des congrès de Paris pendant un mois du 02/12/2009 au 03/01/2010[29].
- 2009 à 2011 : Brel, de Bruxelles aux Marquises biographie musicale de Jacques Pessis retraçant la vie de Jacques Brel, mis en scène par Ned Grujic, avec Jacques Pessis dans le rôle du conteur, Aurélien Noël l’accordéoniste : dans plusieurs théâtres parisiens (Théâtre Dejazet, Théâtre des Variétés, Théâtre Traversière, le Petit Gymnase), et bien-sûr en tournée en France[27],[6].
- 2010 : Douce France de Jacques Pessis. Spectacle représentant la France en Chine lors de l’exposition universelle de Shanghai en 2010[50]
- 2012 : Shrek the Musical (David Lindsay-Abaire / Jeanine Tesori) mis en scène (en France) par Ned Grujic. Rôle de Fiona. Spectacle joué au Casino de Paris[51].
- 2012 à 2013 : Piaf une vie en rose et noir (Jacques Pessis), 2de version de la biographie musicale, mise en scène par Nathalie Lermitte, avec Jacques Pessis dans le rôle du conteur, Aurélien Noël l’accordéoniste. Représentations au Théâtre Daunou à Paris et dans toute la France[30]. Ce spectacle, du Théâtre Daunou, a été diffusé en direct à la télévision (Paris Première), le 12 octobre 2013 en prime-time, à l'occasion des célébrations des 50 ans de la disparition d'Édith Piaf[52]
- 2013 : Trenet, La Vie qui Va (Jacques Pessis) spectacle consacré au "Fou chantant", Charles Trenet, mis en scène par Nathalie Lermitte, à l’Olympia le 24/05/2013 pour sa première, accompagné par le Coll Orchestra Symphonic Big Band[35].
- 2014 : Comme en 14 ! (de Bonbon), mis en scène par Jack Gervais. Spectacle joué au Théâtre du Puits Manu à Beaugency le 30/11/2014[53].
- 2015 à 2018 : La Petite Fille Aux Allumettes (Ludovic-Alexandre Vidal et Anthony Michineau / Julien Salvia), mis en scène par David Rozen. Rôle de la Reine. Ce spectacle est nommé aux Molières 2016 dans la catégorie du « Molière du jeune public ». Il est joué à Paris au Théâtre du Gymnase du 17/10/2015 au 5/3/2016[54] puis en 2017 au Théâtre du Palais-Royal[39], et fin 2018 au Théâtre de la Renaissance.
- 2015 à 2018 : Piaf, ombres et lumière, pièce de théâtre musical évoquant la vie d'Édith Piaf, écrite, mise en scène (en collaboration avec Stéphane Vélard) et interprétée par Nathalie Lermitte, avec Sébastien Debard (piano, accordéon), Didier Villalba (contrebasse) et Alfred Perrin (comédien)[43]. La première du spectacle eut lieu le 21/03/2015 au Mans[42], puis il est joué à Paris au Théâtre de Dix heures et en tournée en France, pendant 3 saisons. Une version anglaise de ce spectacle existe également. Liste des chansons :

- 2017 : Tubes forever spectacle musical écrit et chanté par Nathalie Lermitte avec une mise en scène de Nathalie Lermitte et Stéphane Velard, avec 10 autres artistes en scène. La première fut jouée le 14/10/2017 au Casino de Trouville[44].
- 2018 : Piaf, the show, reprise par Nathalie en tournée du 12 au 17 septembre au Brésil (Belo Horizonte, Sao Paulo, Porto Alegre et Rio), d’un spectacle créé en France par la chanteuse Jil Aigros, puis repris par Anne Carrère, mise en scène par Gil Marsalla.
- 2019 : Piaf, the show, reprise encore par Nathalie de ce spectacle les 15 et 16 février à l'Opéra de Doubaï[55], puis en alternance avec Anne Carrère, tournée de ce spectacle en Chine du 8 juillet au 25 août[56].
- 2022 : Piaf, the show, tournée américaine de ce spectacle, avec Nathalie, du 10 au 24 février aux Etats Unis, notamment à Santa Fe et Miami[57].
- 2023 : Piaf, the show, avec Nathalie, du 12 au 24 janvier au Canada, du 26 au 31 janvier aux Etats Unis, en mai au Brésil, du 7 au 10 septembre au Mexique, et fin 2023 en Europe.

## Discographie
Sauf indications contraires, les sources sont les dépôts à la Bibliothèque nationale de France et la SACEM.

## Emissions de télévision
- Chabada : aux côtés de Jacques Pessis, elle a été chroniqueuse musicale dans l’émission télévisée hebdomadaire Chabada, présentée par Daniela Lumbroso sur France 3, tous les dimanches à 17h, pendant 4 saisons, de septembre 2009 jusqu'en juin 2013[32]. Durant les trois premières saisons, elle va reprendre les plus grands standards de la chanson française dont Jacques Pessis compte les anecdotes. La dernière saison 2012/2013, ses chroniques seront consacrées à la Saga Piaf.

## Filmographie
- 1982 : le rôle de Sophie dans le téléfilm La dernière cigarette écrit par Michèle Ressi, réalisé par Bernard Toublanc-Michel, musique de Carlos Leresche. Les autres comédiens principaux sont Dany Carrel, Henri Garcin et Paule Noëlle[67].